# ماكس أدلر (رجل أعمال)
ماكس أدلر (بالإنجليزية: Max Adler)‏ هو عازف كمان وشخصية أعمال أمريكي، ولد في 12 مايو 1866 في إلجين في الولايات المتحدة، وتوفي في 4 نوفمبر 1952 في لوس أنجلوس في الولايات المتحدة.